# Rattus tiomanicus
Rattus tiomanicus é uma espécie de roedor da família Muridae.
Pode ser encontrada nos seguintes países: Indonésia, Malásia, Filipinas e Tailândia.